# 印度煎饼

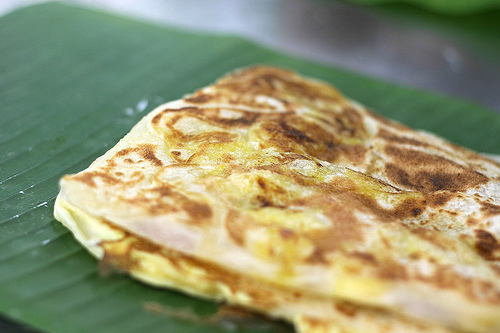
印度煎饼

印度煎饼是种圆扁形或方形且較脆的煎饼，通常有馅料的都是方形，Roti 指的是「面包」，在这里的意思是「煎饼」，而Canai的意思是「来回压扁」，只因印度煎饼师傅在制作印度煎饼过程中把面团压扁及拉伸或拋甩，但有時在制作过程中有抛甩的动作，也有一说Canai的由来是源于在制作煎饼时一起使用的面团，另一种说法是Canai一词源自印度的欽奈（Chennai），只因在当年大量印度人迁移至马来西亚淘金时，那时候的印度煎饼师傅都是来自印度的欽奈。
印度煎饼是由印度裔移民在马来西亚為迎合当地居民口味而加以改良发明的食物，一般认为原型为印度的印度饼（Paratha），因为同样属于英国殖民地而传到新加坡、香港，在经过香港传到整个华人圈，受各民族喜欢。有多種做法，其中一種做法是将麵團和好，分成小團，然后用类似“摊桌布”的手法旋转着向上抛甩，每抛甩一次由于离心力的作用饼坯就会变大一次，经过多次抛甩，饼坯变得很大而薄，从外向内折叠成直径五至六寸的圆形饼或五至六平方寸的方形餅，再让其落在锅上烙。
印度煎饼是马来西亚嘛嘛档的一种受欢迎的食物。它被用来当早餐、午餐、下午茶与晚餐。常被用来与拉茶或冰茶配着一起吃。普遍上是配着达尔酱（素咖喱)或咖哩与鯷鱼辣椒酱一起吃，甚至在超市也可购得现成冷藏包装。
在马来西亚拥有多种口味，如：
- Roti kosong（无馅原味）
- Roti Prata（新加坡式印度煎餅較為脆口[註 1]）
- Roti telur（雞蛋口味）
- Roti pisang（香蕉口味）
- Roti planta（奶油砂糖口味）
- Roti susu（煉乳口味）
- Roti coklat（巧克力口味）
- Roti keju（奶酪口味）
- Roti sardin（茄汁沙丁鱼口味）
- Roti hawaii（鸡肉碎美乃滋口味）
- Roti bawang（洋葱口味）等。[1]